# Paul Grupp
Paul Grupp (* 16. Juni 1904 in München; † 15. März 1974 ebenda) war ein deutscher Kameramann.

## Biografie
Grupp hatte eine Volks- und eine Fachschule besucht. Anschließend ließ er sich zum Kamera-Mechaniker ausbilden und begann seine filmische Tätigkeit 1931 als Kameraassistent. In dieser Funktion fotografierte er – seit 1938 in Diensten der Münchner Bavaria – u. a. die Filme Der Katzensteg (1937), Frau Sixta (1938), Dreizehn Mann und eine Kanone (1938), Der arme Millionär (1939), Gold in New Frisco (1939), Befreite Hände (1939), Das sündige Dorf (1940), Das Fräulein von Barnhelm (1940), Der siebente Junge (1940), Peterle (1942) und Die keusche Sünderin (1943).
1948 setzte er seine Arbeit als Kameraassistent bei Helmut Käutners zeitsatirischer Inszenierung Der Apfel ist ab fort. Im Jahr darauf erhielt Grupp erstmals die Möglichkeit, als Chefkameramann zu arbeiten. Doch konnte der Münchner nur zumeist kurze Dokumentationen und weitgehend anspruchslose Unterhaltungsfilme, wie sie in der Adenauer-Zeit üblich waren, fotografieren.
In den 1960er Jahren fand Grupp fast nur noch Arbeit beim Dokumentar- und Fernsehfilm. So stand er u. a. 1965 bei der ZDF-Actionserie Alarm in den Bergen hinter der Kamera.

## Filmografie
- 1949: Hans Im Glück
- 1950: Das Geheimnis des Hohen Falken
- 1950: Aufruhr im Paradies
- 1950: Susanna Jakobäa Krafftin (unvollendet)
- 1951: Köln, 1900 Jahre Stadt (Mittellanger Dokumentarfilm)
- 1951: Flüchtlinge helfen sich selbst (Kurz-Dokumentarfilm)
- 1951: Europa ruft uns (Kurz-Dokumentarfilm)
- 1951: Es hat geklingelt (Kurz-Dokumentarfilm)
- 1951: Loreley (Kurz-Dokumentarfilm)
- 1952: Der Nachmittag eines Fauns (Kurz-Dokumentarfilm)
- 1952: Ausschnitte aus der Operette „Eine Nacht in Venedig“ (Kurz-Dokumentarfilm)
- 1952: Stern von Bethlehem (Kurz-Dokumentarfilm)
- 1953: Melodie im Frühling (Vesna)
- 1954: Sanatorium total verrückt
- 1958: Herrscher des Urwalds (Les seigneurs de la forêt, Dokumentarfilm)
- 1958: Mit Eva fing die Sünde an
- 1958: Sehnsucht hat mich verführt
- 1959: Oh, diese Bayern!
- 1961: Bankraub in der Rue Latour
- 1964: Jazz und Jux in Heidelberg
- 1964: Slim Callaghan greift ein (Serie)
- 1965: Alarm in den Bergen (Serie)
- 1965: Ein neuer Weg. Rettung eingeschlossener Bergleute (Regie, Kurz-Dokumentarfilm)
- 1965: Afrika tanzt (Dokumentarfilm)
- 1969: Freiheit für die Liebe (Dokumentarfilm)